# Mateus Liduário
Mateus Pedro Liduário de Oliveira (Itumbiara, 15 de julho de 1986), mais conhecido como Mateus Liduário, é um cantor, compositor e multi-instrumentista brasileiro, mais conhecido por ser um dos integrantes da dupla de música sertaneja Jorge & Mateus.

## Biografia
Nascido em Itumbiara, no sul de Goiás, Mateus estudou Engenharia Agrônoma na Universidade Católica Dom Bosco, em Campo Grande, no Mato Grosso do Sul, enquanto, ao mesmo tempo, participou de projetos musicais ao lado de Jorge, que se tornou colega de dupla.

## Carreira

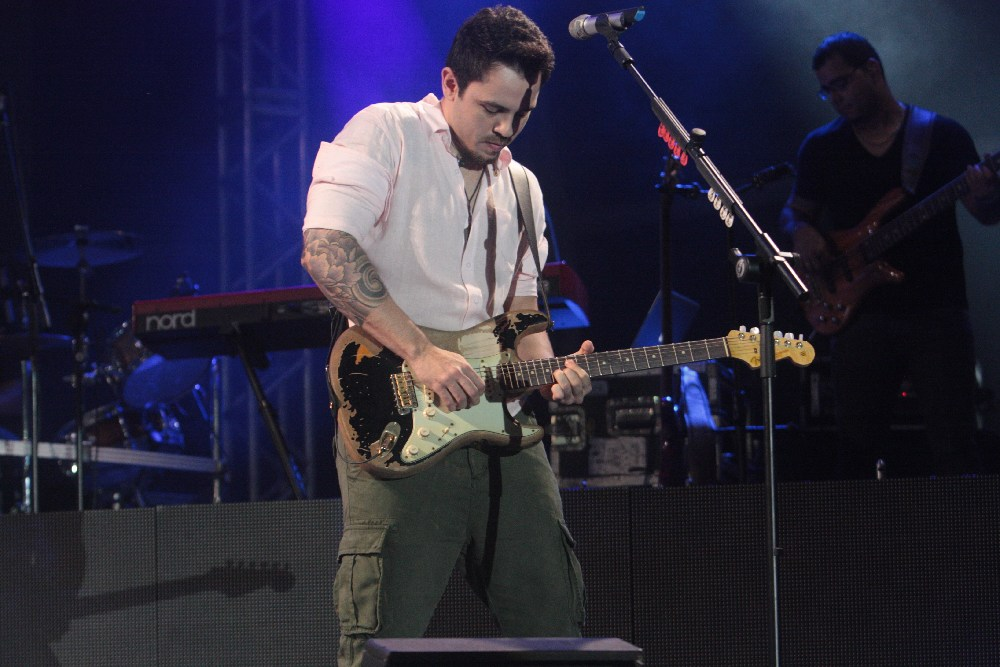
Mateus em 2012, durante um show

Em 2005, formou a dupla Jorge & Mateus com Jorge. O repertório da dupla era predominantemente autoral. Mateus escreveu alguns sucessos da dupla, como "Traz Ela de Volta Pra Mim" e foi co-autor em várias faixas, como "Vestígios", "Mil Anos", "Cilada" e "31.12".
Embora a maior parte do repertório da dupla seja cantado nos vocais principais por Jorge, Mateus foi intérprete principal de várias canções da dupla ao longo da carreira, especialmente faixas como "Amo Noite e Dia". Mateus também desenvolveu significativa influência na musicalidade da dupla, ficando responsável pela execução de instrumentos como violão e guitarra e, durante shows, costuma fazer solos.
Em 2014, Mateus disse que, entre suas influências musicais, estava gêneros como blues, folk e rock.

## Vida pessoal

### Relacionamentos
No dia 14 de Julho de 2013, Mateus namorou a estudante de medicina Marcella Barra, com quem se casou em 2016. Em 29 de agosto de 2017, nasceu seu primeiro filho, chamado Dom. No dia 23 de outubro de 2019, nasceu em Goiânia a segunda filha do cantor, chamada Flor. Em 8 de março de 2025, nasceu seu terceiro filho, chamado Dante. 

### Posições políticas
Em 2018, Mateus se manifestou publicamente contra o então candidato à Presidência da República Jair Bolsonaro. Em entrevista ao apresentador Pedro Bial, Mateus disse que não foi bem recebido. "Já publiquei minhas vontades políticas e quase fui linchado por isso, como quando pus a foto de um candidato que não queria que fosse representante máximo da nação".

## Discografia
Com Jorge & Mateus